# Beaubec-la-Rosière
Beaubec-la-Rosière település Franciaországban, Seine-Maritime megyében. Lakosainak száma 462 fő (2022. január 1.). Beaubec-la-Rosière Compainville, Mesnil-Mauger, Roncherolles-en-Bray, Sainte-Geneviève, Saint-Saire, Serqueux és Sommery községekkel határos.

## Népesség
A település népességének változása:
| Lakosok száma | 488  | 496  | 513  | 498  | 499  | 497  | 485  | 474  | 462  |
|               | 2013 | 2015 | 2016 | 2017 | 2018 | 2019 | 2020 | 2021 | 2022 |